# Angasmarca
Angasmarca es una localidad peruana capital del distrito homónimo ubicado en la provincia de Santiago de Chuco en el departamento de La Libertad. Se ubica aproximadamente a unos 209 km al Sureste de la ciudad de Trujillo. Está ubicado a 2900 m s. n. m.
El clima característico es propio, templado y agradable, con notable diferencia de temperatura entre el día y la noche. La temperatura media anual fluctúa entre los 11 °C Y 16 °C, la máxima alcanza los 25 °C, y la mínima varía entre 7 °C y 3 °C, en época de invierno.
El actual pueblo de Angasmarca fue creado por disposición legal N.º 24315 del 25 de septiembre de 1985, y es capital del distrito de Angasmarca de la Provincia de Santiago de Chuco, perteneciente al Departamento de La Libertad.

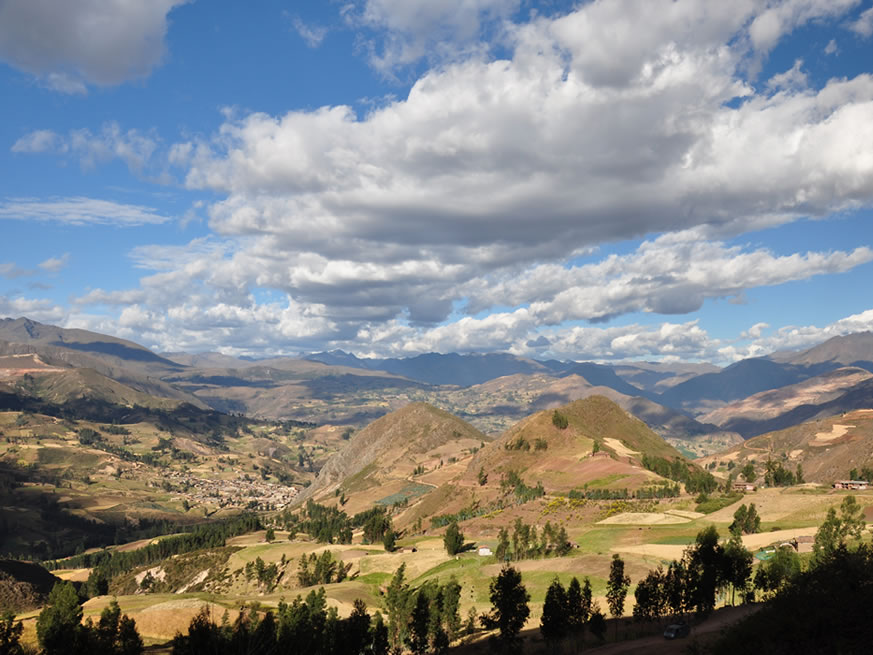
Vista panorámica del paisaje característico de Angasmarca

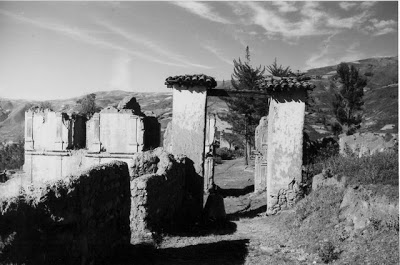
VISTA DE LAS CAPILLAS SIN CAMPANARIOS

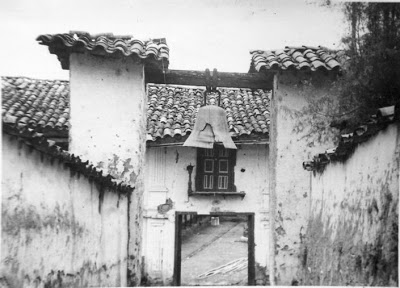
Campanario del corredor que comunicaba la casa hacienda con la iglesia de Angasmarca.1960

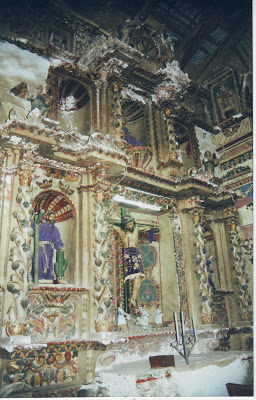
Sr.+de+las+siete+caídas+y+crucifijo+en+los+tronos+de+la+iglesia+de+Angasmarca.+Foto+htp+2002.

## Historia
HISTORIA DE ANGASMARCA: 
Don Martín de Aranda y Porras propietario de la hacienda de Angasmarca, edificador de su iglesia y casa hacienda.
Don Martín de Aranda y Porras, tronco de los miembros de esta renombrada familia trujillana en el Perú, casado con la trujillana doña Ana López de Castro, fue el primero de los de ese apellido en poseer la rica hacienda serrana nombrada por ese tiempo “Nuestra Señora del Rosario de Angasmarca”, y también el responsable de la edificación de la iglesia y casa hacienda. La hacienda de Angasmarca en tiempos de don Martín llegó a ser considerada como “de las mejores haciendas y más aperadas que había en la Provincia de Huamachuco” que tanta repercusión habría de tener en esta familia trujillana, heredad donde fueron bautizados, casaron, murieron y fueron enterrados muchos de los miembros de tan noble linaje, dedicados a la explotación agrícola, ganadera y minera de sus tierras.
Había llegado a los reinos del Perú, procedente de los de España, a mediados del siglo XVII, desempeñándose como capitán de la sexta compañía de caballería de número de Huamachuco, perteneciente por entonces al Corregimiento de Cajamarca, para luego avecindarse en la ciudad de Trujillo del Perú. Fue maestre de campo y alcalde provincial de La Santa Hermandad de las provincias de Cajamarca, Huambos y Huamachuco.
Don Martín había comprado a mediados del siglo XVII, las haciendas de Angasmarca y Serpaquino a don Pedro Guillén y a don Joseph Barreto de Castro, las que por su cercanía fueron unidas y registradas legalmente por su nuevo propietario en una sola unidad agrícola ganadera.
De mucho interés es la declaración que hizo en su testamento el señor de Aranda y Porras, otorgado en diciembre de 1684,
Resulta claro que fue el primer propietario de la hacienda de Nuestra Señora del Rosario de Angasmarca, quien además de mejorarla en adelantos agrícolas y ganaderos, edificó a mediados del siglo XVII su iglesia y casa hacienda, todo bajo la advocación de Nuestra Señora del Rosario.
Un importante documento fechado en 25 de diciembre de 1685, otorgado por doña Ana López de Castro, viuda de don Martín de Aranda y Porras, a favor de su yerno el capitán don Pedro de Oruna, da amplia y valiosa información de la iglesia y casa hacienda edificada por el señor de Aranda y Porras y su esposa, el cual trascrito a la letra se encuentra en el apéndice documental de este trabajo.
De su noble filiación y procedencia, es el propio señor de Aranda y Porras quien se encarga de dar noticias a través de su testamento otorgado en diciembre de 1684:
De su matrimonio con doña Ana López de Castro tuvo por hijos legítimos, tal como lo declaró en su testamento otorgado en septiembre de 1688, la referida señora.
Don Martín de Aranda y Porras murió el año 1684, le heredaron su inmensa fortuna su esposa y sus hijos los Sánchez de Aranda y Castro.
El 25 de septiembre de 1685 la viuda dio en arrendamiento la hacienda de Angasmarca al capitán don Pedro de Oruna y Gaviria, esposo de su hija doña Catalina Sánchez de Aranda y Castro.
o años más tarde, dona Ana López de Castro vendió la hacienda a su primogénito el General don Juan de Aranda y Castro. La Hacienda y Obraje fue valorado en la crecida y sorprendente suma de 98,000 pesos de a ocho reales.
El General Juan de Aranda y Castro fue aquel trujillano que en sesión de Cabildo de 6 de noviembre de 1720 hizo manifestación de los instrumentos de su filiación e hidalguía y limpieza de sangre; en ella dijo:
"que todos los dichos mis padres, ascendientes por línea paterna y materna fueron hidalgos notorios, habidos, tenidos y reputados por tales y limpios de toda mala raza a cuya imitación he servido a su Majestad”
En 1684 y 1686, el filibustero Eduardo Davis, que mantuvo en alarma a las poblaciones costeñas por gran tiempo, se apoderó de Guayaquil y desembarcó cerca de Trujillo, saqueando por siete días la ciudad de Saña. Fue en esta oportunidad que don Juan subvencionó a una compañía para ir a combatir al pirata enemigo; también bajaron con sus compañías de Huamachuco a la defensa de la ciudad don Bartolomé de Orbegoso Isasi, don Pedro de Oruna, don Joseph de Oruna y don Juan de Orbegoso y Aranda. A consecuencia de estos acontecimientos, el Cabildo trujillano decidió la edificación de la Muralla de Trujillo, costeando el mencionado don Juan uno de los baluartes, el conocido como de Jesús, María y José, que tuvo de costo más de 4,000 pesos. En agradecimiento el Rey de España le honró con la Real Merced de investir un hábito de una de las tres órdenes militares, sin exceptuar el de Santiago.
Fue don Juan, alcalde ordinario de Trujillo, Corregidor y Justicia Mayor de Chachapoyas y Moyobamba, y juez de bienes de difuntos, regidor perpetuo de la ciudad de Trujillo, procurador general de ella y juez de aguas.
Don Juan de Aranda y Castro casó con doña Margarita Fernández Benítez de La Torre de Chávez, de cuyo matrimonio nacieron por hijos legítimos: Don Martín de Aranda y de la Torre; doña Petronila Tomasa de Aranda y de la Torre, casada con el capitán José Prieto; dona María Josefa de Aranda y de la Torre; don Norberto Luís de Aranda y de la Torre y a don Joaquín y a don Juan de Aranda y de la Torre.
El capitán Pedro de Oruna y Gaviria y doña Catalina Sánchez de Aranda y Castro, benefactores de la iglesia de Angasmarca.
El capitán Pedro de Oruna y Gaviria y su esposa doña Catalina Sánchez de Aranda y Castro, poseían y administraban la hacienda de Angasmarca desde el 10 de octubre de 1685, fecha en que le fue cedida en arrendamiento por su suegra, la señora doña Ana López de Castro, viuda de don Martín de Aranda y Porras.
Las Haciendas de Angasmarca y Serpaquino, lindaron por aquellos tiempos con las haciendas de San José de Porcón, Tres Cruces y Munmalca.
La eficiente administración del señor de Oruna y Gaviria desde 1685 hasta 1707 en que falleció, permitió realizar notables mejoras en el manejo agrícola y ganadero de la hacienda y obraje, eficiencia reflejada en la prosperidad que alcanzó a inicios del siglo XVIII y que permitió a sus piadosos propietarios realizar obras de edificación y adorno que aumentaron la calidad del templo que para entonces contaba ya 50 años, poco más o menos, de edificado.
El embellecimiento del interior de la Iglesia de Nuestra Señora del Rosario de Angasmarca, con la construcci6n de un Sagrario y retablos de yeso dorado y policromado, así como el adorno interior con objetos de arte religioso tuvieron un elevado costo, tal refiere un documento fechado en 1707:
La hacienda y obraje de Angasmarca a través de los siglos XVIII y XIX
El General don Martín de Aranda y de la Torre había comprado a mediados del siglo XVIII, la hacienda de Nuestra Señora del Rosario y Santa Rosa de Vitervo de Angasmarca, también así nombrada, en circunstancias en que esta había salido a remate a pedido de los acreedores de sus padres los señores don Juan de Aranda y Castro y dona Margarita Fernández Benítez de la Torre de Chávez.
El Testamento otorgado por doña Margarita, el 12 de noviembre de 1754, ante el escribano Pedro Fernández Montejo, en dos de sus cláusulas refiere el apremiante estado por la que atravesaban los poseedores de esa hacienda y obraje:
Doña Margarita Fernández Benítez de la Torre de Chávez, a su muerte, fue enterrada en la iglesia de la hacienda de Angasmarca.
Resulta evidente el mal momento económico por la que atravesó, a mediados del siglo XVIII, tan valiosa hacienda y obraje, debido al atraso en los pagos de los censos impuestos, que permitieron sacarla a remate público a pedido de los acreedores, salvándola don Martin de Aranda de La Torre, de pasar a otros dueños.
Dona María Teresa caso en Trujillo, en septiembre de 1768, con el maestre de campo don Pablo del Corral y Romero, quien llegó a ejercer los cargos de alcalde ordinario de Trujillo y más tarde alcalde provincial de los Partidos de Cajamarca, Huambos y Huamachuco.
Fue por estos difíciles momentos para la hacienda y obraje de Angasmarca, en que el Dr. Cosme Bueno, en su obra titulada Descripción Geográfica de las Provincias que componen los Reinos del Perú, escrita entre 1763 a 1778, en su capítulo correspondiente a la Descripción de las Provincias pertenecientes al Obispado de Trujillo, refirió acerca de los obrajes y ríos de la Provincia de Huamachuco, sin darle mayor importancia, solo mencionando al río que llevó el nombre de Angasmarca, más no a la hacienda ni obraje:
"Riegan esta Provincia algunos ríos. El más considerable es el de Tablacacha, que nace en las vecindades de un cerro alto y nevado, situado al Sudoeste, hacia el fin de la Provincia nombrada Pelagatos. Este río recibe el de Angasmarca y al de Guachaca, y corriendo al Oeste por los confines de la Provincia de Conchucos hace caudaloso al río de Santa, donde desagua. ( ....). Los pueblos de esta Provincia son pocos; pero en recompensa son las haciendas muchas y la más bien pobladas principalmente de obrajes y estancias. Llegan los habitantes de toda la Provincia a 11,000, par lo cual se consideran coma anexos de las Curatos y porque tienen iglesias en que se administran sacramentos"
Dona María Teresa y don Pablo tuvieron por hijos legítimos al sacerdote don José Luís del Corral y Aranda; a don Marcos Marcelino del Corral y Aranda casado con doña Josefa Jimeno y Quevedo; a doña Juana Paula del Corral y Aranda, casada con el caballero español don Pablo de Porturas y Landázuri; a don Manuel del Corral y Aranda y a don Francisco del Corral y Aranda.
A la muerte de don Pablo del Corral y Romero y de doña María Teresa de Aranda y Jáuregui, la hacienda y Obraje, en total estado de ruina, pasó, en 1821, a propiedad de su hija doña Juana Paula del Corral y Aranda.
Dona Juana Paula del Corral y Aranda casó en 1800 con el ministro Principal Contador de la Real Caja de Trujillo y más tarde Tesorero General de Ejército y Real Hacienda de las Cajas Generales de Lima, don Pablo de Porturas y Landázuri, natural de los reinos de España; y tuvieron por hijos legítimos a don Manuel de Porturas y Corral, a don Pablo Manuel de Porturas y Corral y a don José Luís de Porturas y Corral.
Don Pablo de Porturas y Landázuri falleció en mayo de 1818 y doña Juana Paula en agosto de 1843 en su hacienda de Nuestra Señora del Rosario y Santa Rosa de Vitervo de Angasmarca, hallando eterno descanso en su iglesia.
Doña Juana Paula, en el poder para testar que dio a sus hijos, el 14 de diciembre de 1843, ante el escribano José Camilo Vives.
Angasmarca fue paso obligado del Ejército Libertador que saliendo de Huamachuco se dirigió a la gloria de Junín; cuenta la tradición que el Libertador don Simón Bolívar durmió en la casa de hacienda de Angasmarca.
Don Nicolás Rebaza en sus Anales del Departamento de la Libertad en la Guerra de la Independencia escritos en 1898, cuenta de la grandeza y sentimiento patriótico que alentó a los sacrificados trabajadores de esa hacienda y obraje serrano, en los cruciales y decisivos momentos que precedieron a la emancipación del Perú, y dice:
"No solo las personas principales y acomodadas de Huamachuco trabajaron con entusiasmo por la Independencia: hasta en lo más humi1des se encontró tan noble sentimiento, como lo demuestra el hecho siguiente:
Los indígenas de las valiosas haciendas de Angasmarca y Calipuy, de la familia Corral y después Porturas, cedieron al Estado todos los Jornales que les debían los hacendados, según sus respectivas cuentas. La razón que tuvieron para esto fue, que habiendo el Protector General San Martin abolido el tributo, por decreto de 27 de agosto de 1821, querían mostrar a la Patria su agradecimiento. Aceptada la donación, se mandó que se liquidasen las cuentas por una comisión que nombró el presidente Marqués de Torre-Tagle, presidiéndola el español don José Rodríguez Delgado, decidido patriota y que era de la confianza del Marqués; pues lo trajo desde España y era su tenedor de libros.
Verificados los ajustamientos, resultó que los operarios eran acreedores por considerable suma de 12,000 y tantos pesos, y se obligó a los hacendados a que los entregaran con la prontitud que demandaban las circunstancias. No tuvieron dinero disponible, obstante las comodidades de que gozaba la casa Corral, y se vieron en los mayores apuros, de los que salieron mediante la influencia y di1igencia del Sr. Jacinto María Rebaza, deudo de la familia Corral, que ocupaba, como ya hemos dicho antes, en la Secretaría del Marqués , y gozando de su estimación por su aptitud y la confianza que en él tenía, encargándole su correspondencia privada, pudo alcanzar del Presidente marqués, que se recibiese por 8,000 pesos la magnífica casa que tenía la familia Corral o Porturas en Trujillo, y que ha sido conocida por la de la antigua Tesorería; y en dinero se entregó el resto de 4,000 tantos pesos. ! Que tiempos esos en los que aún el pobre trabajador donaba sus jornales a la Patria ¡"
En el interior de la iglesia de Angasmarca hasta el presente existe un escrito que da precisa información de una obra de restauración, si tal vez la única o la más importante realizada hasta ese entonces, llevada a cabo por sus dueños los señores de Porturas y Corral, a mediados del siglo XIX:
"La reedificación de esta iglesia fue comenzada por don Carlos Antonio Guianni, natural de Italia, el 15 de enero de 1852 y concluida por Manuel Carbajal y Juan Calipuy Burgos, naturales de esta Hazienda el 30 de marzo de 1857 "
"Pablo Manuel y José Luís Porturas humildemente consagran a nuestra patrona y Señora de la Asunción el piadoso y fervoroso celo con que a su costa han reedificado este Santo Templo"
Los señores de Porturas y Corral, dedicados también a la explotación minera, mejoraron notablemente la antigua y rica heredad de sus antepasados los Sánchez y Aranda, y es uno de los benefactores de la iglesia, don Luís José, quien en su testamento otorgado en 1860, da amplia infornaci6n del estado de la hacienda y obraje de Angasmarca y sus poseedores.
La hacienda de Angasmarca intervenida por la Reforma Agraria. 1970.
La hacienda de Angasmarca permaneció en propiedad de los descendientes de don Martín de Aranda y Porras por espacio de 321 años. Don Pablo de Porturas y Hoyle fue su último propietario hasta 1970 en que se realizó el proceso de Reforma Agraria.
Lamentablemente, el descuido, la indiferencia y el poco conocimiento del enorme valor arquitectónico e histórico que las antiguas casa de haciendas peruanas tienen, permitió, como en otras partes, la desaparición de la magnífica casa hacienda de Angasmarca, que junto a la iglesia fueron un símbolo de tan bello pueblo peruano.
"Capilla Sixtina del Norte del Perú" V .
La Iglesia de Nuestra Señora de la Asunción (Angasmarca)  Archivado el 10 de septiembre de 2019 en Wayback Machine. que data del siglo XVII. 
UN VIAJE A ANGASMARQUINA
Angasmarca cuenta con todos los servicios básicos y servicios turísticos como alojamientos, restaurantes, tiendas, posadas, discoteca.
Desde la Ciudad de Trujillo el recorrido en Bus dura aproximadamente 8 hrs. 
Desde la ciudad de Santiago de Chuco, el viaje dura aproximadamente tres horas.

## Distritoscercanos a Angasmarca
- Distrito de Mollebambaa 9,59 km
- Distrito de Santa Cruz de Chuca a 9,7 km
- Distrito de Cachicadán a 11,05 km
- Distrito de Mollepata (Santiago de Chuco) a 12,64 km
- Santiago de Chuco a 13,94 km
- Distrito de Quiruvilca a 31,3 km
- Distrito de Sitabamba a 37,93 km
- Santa Clara de Tulpo